# Cyamobolus
Cyamobolus är ett släkte av skalbaggar. Cyamobolus ingår i familjen vivlar.

## Dottertaxa tillCyamobolus, i alfabetisk ordning[1]
- Cyamobolus adumbratus
- Cyamobolus atomosparsus
- Cyamobolus bicinctus
- Cyamobolus charpentieri
- Cyamobolus clavicularis
- Cyamobolus definitus
- Cyamobolus dehaanii
- Cyamobolus duplicatus
- Cyamobolus falleni
- Cyamobolus fossulatostriatus
- Cyamobolus funereus
- Cyamobolus greeffi
- Cyamobolus humeralis
- Cyamobolus integer
- Cyamobolus invenustus
- Cyamobolus lacordairei
- Cyamobolus ludiosus
- Cyamobolus mimicus
- Cyamobolus nigrofasciatus
- Cyamobolus obliquatus
- Cyamobolus obscurus
- Cyamobolus palawanicus
- Cyamobolus scutellaris
- Cyamobolus solutus
- Cyamobolus stresemani
- Cyamobolus sturmii
- Cyamobolus subbicristatus
- Cyamobolus subsellatus
- Cyamobolus tragopoides
- Cyamobolus tricinctus
- Cyamobolus trivittatus